# Тіша Волмен
Тіша Волмен (нід. Tisha Volleman, нар. 26 жовтня 1999, Ейндговен) — нідерландська гімнастка. Призерка чемпіонату Європи в команді.

## Біографія
ЇЇ брат Тібо Волмен займався дзюдо та брав участь в чемпіонаті Європи 2017 року серед спортсменів до 23 років.

## Спортивна кар'єра
Спортивною гімнастикою займається з п'яти років.

#### 2018
На чемпіонаті Європи в Глазго, Велика Британія, здобула бронзову нагороду в командній першості разом з Санне Веверс, Наомі Віссер, Вірою Ван Пол та Селін Ван Гернер. В фіналі опорного стрибка була сьомою.
На чемпіонаті світу в Досі, Катар, в команді посіла десяте місце.

#### 2019
У квітні на чемпіонаті Європи в багатоборстві була тринадцятою.
На чемпіонаті світу 2019 року у командному фіналі разом з Наомі Віссер, Наомі Віссер, Ліке Веверс та Санне Веверс посіли восьме місце, що дозволило здобули командну олімпійську ліцензію на Літні Олімпійські ігри 2020 у Токіо, Японія. До фіналів в окремих видах не кваліфікувалась. 

## Результати на турнірах
| Рік  | Змагання         | КБ | ІБ    | Опорний стрибок | Різновисокі бруси | Колода | Вільні вправи |
| ---- | ---------------- | -- | ----- | --------------- | ----------------- | ------ | ------------- |
| 2015 | Чемпіонат світу  | 8  |       |                 |                   |        |               |
| 2016 | Чемпіонат Європи |    | 12(Q) |                 |                   |        |               |
| 2017 | Чемпіонат Європи |    | 11    | 5               |                   |        |               |
| 2017 | Чемпіонат світу  |    |       | 9               |                   |        |               |
| 2018 | Чемпіонат Європи | 3  |       | 7               |                   |        |               |
| 2018 | Чемпіонат світу  | 10 |       |                 |                   |        |               |
| 2019 | Чемпіонат Європи |    | 13    |                 |                   |        |               |
| 2019 | Чемпіонат світу  | 8  |       |                 |                   |        |               |
| 2023 | Універсіада      |    | 6     |                 | 6                 |        | 4             |